# Broarna

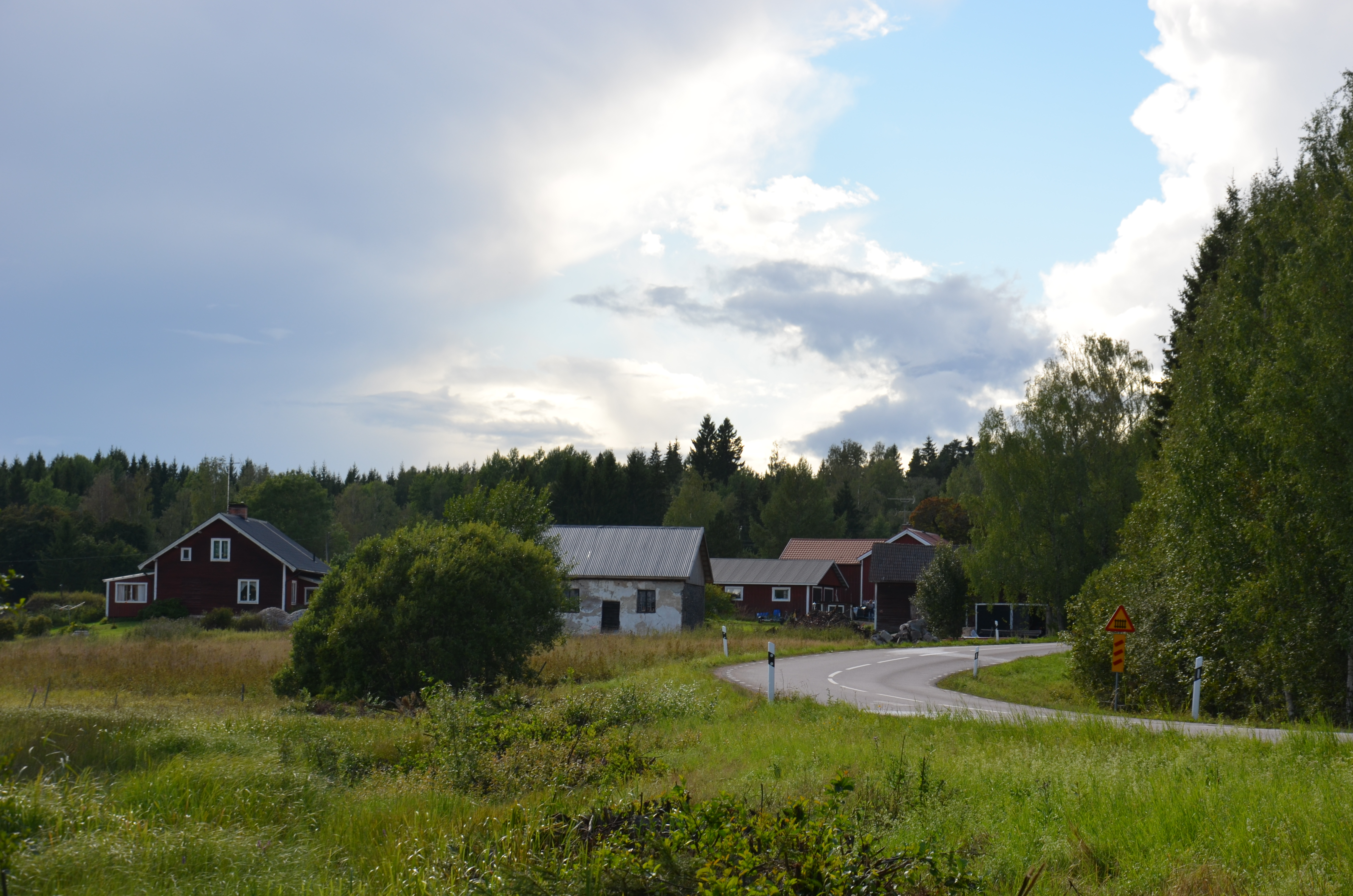
Broarna

Broarna är en by i Karbennings socken i Norbergs kommun i Västmanlands län.
Broarna ligger vid länsväg 256 mellan Norberg och Sala, nära den nordöstliga ändan av sjön Snyten vid järnvägen Godsstråket genom Bergslagen. Namnet Broarna hänsyftar till passagen på näset mellan Snyten och den mindre sjön Snytkalven.

## Skogsbranden i Västmanland 2014
Skogsbranden i Västmanland i augusti 2014 spreds norrut med vinden och nådde som längst fram till och över sjön Snyten. På måndagskvällen den 4 augusti var brandsituationen kaotisk i den hårda vinden och spred sig ohämmat. Framemot kvällen hoppade elden över sjön Snyten och antände skogen på Korpberget i området Snyten. Den hotade också tre byggnader i Broarna. Av en händelse passerade då på länsväg 256 en Unimog 1550L terrängbrandbil från deltidsbrandkåren i Stora Skedvi i Dalarna med kårchefen och fem brandmän, tillhörande Räddningstjänsten Dala Mitt, som ännu inte ingick i bekämpningsstyrkan utan då fortfarande var på väg att inställa sig hos skogsbrandens räddningsledning i Ramnäs längre söderut. BIlen stoppades av boende, som begärde omedelbar hjälp, samtidigt som räddningsledningen i detta läge inte var informerad om det snabbt förändrande läget vid brandens nordöstra front vid Snyten. Eftersom branden nu hoppade över vägen, ingrep gruppen från Stora Skedvi och räddade husen vid Broarna och ingrep också vid vägen vid den närbelägna Karbennings kyrka.
Elden hade också hoppat direkt över Snyten, som vid detta tillfälle var den norra begränsningslinjen i brandbekämpningen, till det närbelägna Snytsbo.